# بیلبالوگو
بیلبالوگو شهری در شهرستان کومبیسیری در استان بازگا در بورکینافاسوی مرکزی است و جمعیت آن ۹۳5 نفر است.